# Xylocalyx hispidus
Xylocalyx hispidus är en snyltrotsväxtart som beskrevs av Susan Carter. Xylocalyx hispidus ingår i släktet Xylocalyx och familjen snyltrotsväxter. Inga underarter finns listade i Catalogue of Life.